# Peyrins
 Peyrins  es una población y comuna francesa, en la región de Ródano-Alpes, departamento de Drôme, en el distrito de Valence y cantón de Romans-sur-Isère-1.

## Demografía
| 1286 | 1302 | 1652 | 1882 | 2055 | 2309 |
| Para los censos de 1962 a 1999 la población legal corresponde a la población sin duplicidades (Fuente: INSEE [Consultar]) |      |      |      |      |      |